# Conlariaceae
Die Conlariaceae bilden die einzige Familie der Conlariales, einer Ordnung der Schlauchpilze (Ascomycota).

## Merkmale
Die Conlariaceae bilden in der Hauptfruchtform ledrige, dunkelbraune bis schwarze, mehr oder weniger kugelige Perithecien als Fruchtkörper, die oberflächlich oder teilweise im Holz eingesenkt sind. Die obere Öffnung (Ostiolum) ist spitz zulaufend, zylindrisch, gerade oder leicht gekrümmt. Die Fruchtkörperhaut (Peridie) besteht aus mehreren Schichten einer textura angularis (ein Parenchym-ähnliches Gewebe), wobei die äußere Schicht dunkler ist als die innere Schicht. Die durchscheinenden Paraphysen sind zylindrisch, septiert, verzweigt und nicht in einer Matrix eingebettet. Die Schläuche besitzen immer acht Ascosporen, sind einwandig (unitunikat), zylindrisch, kurz gestielt und an der Spitze abgerundet. Sie besitzen einen deutlichen, lichtbrechenden, tonnenförmigen apikalen Ring. Die Ascosporen sind in zwei Reihen angeordnet, durchscheinend, spindelförmig, gerade oder leicht gekrümmt. Sie sind unseptiert bis vielfach septiert, besitzen Öltröpfchen. Anhängsel sind keine vorhanden. Die Nebenfruchtform ist hyphomycetisch ausgebildet. Die Kolonie ist dunkelbraun bis schwarz. Das Myzel ist meist im Substrat eingesenkt und besteht aus verzweigten, septierten, dünnwandigen, glatten, blassbraun bis braunen Hyphen. Die Konidienträger sind mikro- bis fast makronematös, das bedeutet, ihre Hyphen sind deutlich kleiner oder eben größer als normale Hyphen. Sie sind mononematös, das heißt, sie entstehen aus einer einzelnen Hyphe. Sie sind unverzweigt oder unregelmäßig verzweigt, septiert oder unseptiert, gerade oder gekrümmt, durchscheinend, im Alter aber braunwerdend. Die endständigen, fassförmigen und zylindrischen konidiogenen Zellen sind holoblastisch, d. h., die Konidien werden als Ganzes abgeschnürt. Die Konidien selber sind braun, mauerförmig, unregelmäßig kugelig, septiert und an den Septen eingeschnürt.

## Ökologie
Vertreter der Conlariaceae leben saprob auf untergetauchtem Holz.

## Systematik und Taxonomie
Die Familie Conlariaceae wurde 2017 von Huang Zhang, Kevin David Hyde und Sajeewa S.N. Maharachchikumbura  erstbeschrieben und zunächst in die Unterklasse Diaporthomycetidae mit unsicherer Stellung, dann in die Ordnung Atractosporales gestellt. 2021 beschrieben dann Hyde und  Hongsanan die Ordnung Conlariales.
Folgende Gattungen gehören zur Familie:
- Conlarium mit acht Arten
- Riomyces mit der einzigen Art Riomyces rotundus